# Bob Manning (popzanger)
Bob Manning, geboren als Manny Levin, (1 februari 1926 - 23 oktober 1997) was een Amerikaanse bigbandzanger uit de jaren 1950.

## Carrière
Manning kreeg pas aandacht als Ziggy Elman's zanger na zijn eerste tournee met plaatselijke bands en bij optredens bij plaatselijke radiostations. Hij nam op voor MGM Records met Elman en ook met Art Mooney en Tommy Dorsey. Manning werd een opvallende zanger bij Rhythm on the Road, een wekelijks programma bij CBS in 1955. In mei 1954 was hij gastzanger in Dave Garroways tv-programma. Manning had, na te hebben getekend bij Capitol Records, als solist enkele hits.

## Privéleven en overlijden
Mannings stiefzoon is de acteur en stemacteur Barry Gordon. Manning overleed op 23 oktober 1997 op 71-jarige leeftijd aan een longziekte.

## Discografie

### Singles
- 1953: The Nearness of You (Capitol Records)
- 1953: All I Desire (Capitol Records)
- 1954: Venus De Milo (Capitol Records)

### Albums
- 1955: Lonely Spell (Capitol Records)
- 1958: Our Wedding Songs (Everest Records)
- 1958: Tommy Alexander Presents His Golden Trombones (Everest Records)

- Biblioteca Nacional de España: XX1773003
- International Standard Name Identifier: 0000 0001 1643 9120
- Library of Congress Control Number: n91093400
- MusicBrainz: 3b622837-f0a5-4fc9-8906-a826ced0cd78
- SNAC: w6m16pf4
- Virtual International Authority File: 53333131
- WorldCat: E39PBJdRyctfRqwCTRdCKYHXBP